# Mycetophila demacuri
Mycetophila demacuri är en tvåvingeart som beskrevs av Lane 1955. Mycetophila demacuri ingår i släktet Mycetophila och familjen svampmyggor. Inga underarter finns listade i Catalogue of Life.